# GTC Bank Inc.
GTC Bank Inc. es un banco panameño con Licencia Internacional, el cual fue autorizado por la superintendencia de bancos de la República de Panamá, el 30 de mayo de 2001, con oficinas físicas en Panamá. GTC Bank, Inc. es regulado por la Superintendencia de Bancos de dicho país, debiendo mantener depósitos y reservas de conformidad con la ley para la seguridad del depositante. Así mismo, la entidad Representaciones GTC, S. A., es el agente registrado de GTC Bank Inc. Ante la Superintendencia de Bancos de la República de Guatemala con la finalidad de poder realizar operaciones bancarias en el Territorio Guatemalteco.